# Dariusz Baranowski
Dariusz Baranowski (Wałbrzych, 22 juni 1972) is een Pools voormalig wielrenner. Baranowski gold als een begaafd ronderenner en reed voor onder meer US Postal, Banesto en Astana. Tijdens zijn carrière won hij driemaal het eindklassement van de Ronde van Polen en werd hij Pools kampioen op zowel de weg als de individuele tijdrit.

## Belangrijkste overwinningen
1991
8e etappe Ronde van Polen
Eindklassement Ronde van Polen
5e etappe deel A Vredeskoers
1992
8e etappe Ronde van Polen
Berg- en eindklassement Ronde van Polen
Memorial Grundmanna I Wizowskiego
1993
Eindklassement Ronde van Polen
Koers van de Olympische Solidariteit
1996
Pools kampioen koppeltijdrit (met Tomasz Brożyna)
GP Faber
Memorial Grundmanna I Wizowskiego
1997
 Pools kampioen individuele tijdrit op de weg, Elite
 Pools kampioen op de weg, Elite
Eindklassement Redlands Bicycle Classic
2001
4e etappe Ronde van Portugal
2008
5e etappe Ronde van Mazovië (ploegentijdrit)
2011
3e etappe Ronde van Tsjechië

## Resultaten in voornaamste wedstrijden
| Jaar | Ronde van Italië | Ronde van Frankrijk | Ronde van Spanje |
| ---- | ---------------- | ------------------- | ---------------- |
| 1997 |                  | 87e                 |                  |
| 1998 |                  | 12e                 |                  |
| 2000 | 22e              | 30e                 |                  |
| 2001 |                  |                     | 34e              |
| 2002 |                  | 24e                 |                  |
| 2003 | 12e              |                     |                  |
| 2004 |                  | 94e                 | 33e              |
| 2005 | 57e              |                     | 79e              |
| 2006 | opgave           |                     |                  |

| Jaar | Milaan-San Remo | Amstel Gold Race | Luik-Bast.‑Luik | Waalse Pijl |  | WK op de weg |
| ---- | --------------- | ---------------- | --------------- | ----------- |  | ------------ |
| 1997 |                 | 27e              |                 |             |  | 33e          |
| 1998 |                 | 42e              | 46e             | 25e         |  |              |
| 2000 | 87e             |                  | 26e             |             |  |              |
| 2001 |                 |                  | 48e             |             |  | 76e          |
| 2002 | 97e             |                  |                 | 53e         |  |              |
| 2003 |                 |                  |                 |             |  |              |
| 2004 |                 | 84e              |                 | 106e        |  |              |
| 2005 |                 |                  |                 |             |  |              |
| 2006 |                 |                  |                 |             |  |              |

## Ploegen
- 1996 –  US Postal Service
- 1997 –  US Postal Service
- 1998 –  US Postal Service
- 1999 –  Banesto
- 2000 –  Banesto
- 2001 –  IBanesto.com
- 2002 –  IBanesto.com
- 2003 –  CCC-Polsat
- 2004 –  Liberty Seguros
- 2005 –  Liberty Seguros-Würth
- 2006 –  Liberty Seguros-Würth
- 2008 –  DHL-Author
- 2009 –  DHL-Author
- 2010 –  Romet Weltour Debica
- 2011 –  BDC Team
- 2012 –  BDC-Marcpol Team